# San Antonio de Chico
San Antonio de Chico es una localidad del estado mexicano de Guanajuato. Es parte del municipio de Irapuato.

## Toponimia
El nombre «San Antonio» hace referencia al santo patrono de la localidad: San Antonio de Padua.

## Demografía
| Gráfica de evolución demográfica |
|                                  |

| Censo | Población |
| ----- | --------- |
| 1940  | 387       |
| 1950  | 456       |
| 1960  | 799       |
| 1970  | 783       |
| 1980  | 882       |
| 1990  | 1 374     |
| 2000  | 1 584     |
| 2010  | 1 850     |
| 2020  | 1 806     |